# Margo Martindale
Margo Martindale (Jacksonville, 18 de julho de 1951) é uma atriz americana. Ela é mais conhecida por interpretar Claudia em The Americans, Carol Miller em The Millers e Audrey Bernhardt em Sneaky Pete.

## Filmografia

### Cinema
| Ano  | Título                                     | Papel                       | Notas          |
| ---- | ------------------------------------------ | --------------------------- | -------------- |
| 1990 | Days of Thunder                            | Donna                       |                |
| 1991 | The Rocketeer                              | Millie                      |                |
| 1992 | Emma and Elvis                             | Jenny                       |                |
| 1992 | Lorenzo's Oil                              | Wendy Gimble                |                |
| 1993 | The Firm                                   | Nina Huff                   |                |
| 1994 | Nobody's Fool                              | Birdy                       |                |
| 1995 | Sabrina                                    | Enfermeira                  |                |
| 1995 | Dead Man Walking                           | Irmã Colleen                |                |
| 1996 | Marvin's Room                              | Dra. Charlotte              |                |
| 1996 | Ghosts of Mississippi                      | Clara Mayfield              |                |
| 1997 | Eye of the God                             | Dorothy                     |                |
| 1997 | Critical Care                              | Connie Potter               |                |
| 1998 | Twilight                                   | Gloria Lamar                |                |
| 1998 | Practical Magic                            | Linda Bennett               |                |
| 1999 | In Dreams                                  | Enfermeira Floyd            |                |
| 1999 | Ride with the Devil                        | Wilma Brown                 |                |
| 2000 | 28 Days                                    | Betty                       |                |
| 2000 | Proof of Life                              | Ivy                         |                |
| 2002 | The Hours                                  | Sra. Latch                  |                |
| 2003 | It's All About Love                        | Betsy                       |                |
| 2003 | The Human Stain                            | Psicóloga                   |                |
| 2004 | The Best Thief in the World                | Senhorita Mason             |                |
| 2004 | Million Dollar Baby                        | Earline Fitzgerald          |                |
| 2006 | Out There                                  | Jeri                        |                |
| 2006 | Paris, je t'aime                           | Carol                       |                |
| 2006 | Wedding Daze                               | Betsy                       |                |
| 2007 | The Savages                                | Roz                         |                |
| 2007 | Rocket Science                             | Treinadora Lumbly           |                |
| 2007 | Mo                                         | Pam                         |                |
| 2007 | The Death and Life of Bobby Z              | Macy                        |                |
| 2007 | Rails & Ties                               | Judy Neasy                  |                |
| 2007 | Feast of Love                              | Sra. Maggarolian            |                |
| 2007 | Superheroes                                | Mãe do Ben                  |                |
| 2007 | Walk Hard: The Dewey Cox Story             | Ma Cox                      |                |
| 2008 | Stop-Loss                                  | Secretária do Senador (voz) |                |
| 2008 | Management                                 | Trish                       |                |
| 2009 | The Winning Season                         | Donna                       |                |
| 2009 | Hannah Montana: The Movie                  | Ruby                        |                |
| 2009 | Orphan                                     | Dra. Browning               |                |
| 2009 | La soga                                    | Flannigan                   |                |
| 2010 | Forged                                     | Dianne                      |                |
| 2010 | Secretariat                                | Senhorita Hamm              |                |
| 2010 | Main Street                                | Myrtle Parker               |                |
| 2011 | Win Win                                    | Eleanor                     |                |
| 2011 | Scalene                                    | Janice Trimble              |                |
| 2013 | Beautiful Creatures                        | Tia Del                     |                |
| 2013 | Bluebird                                   | Crystal                     |                |
| 2013 | August: Osage County                       | Mattie Fae Aiken            |                |
| 2014 | Heaven is for Real                         | Nancy Rawling               |                |
| 2015 | The Emissary                               | Natalie Ray                 | Curta-metragem |
| 2016 | Sophie and the Rising Sun                  | Anne Morrison               |                |
| 2016 | The Hollars                                | Sally Hollar                |                |
| 2016 | The Boss                                   | Irmã Aluminata              |                |
| 2016 | Mother's Day                               | Flo                         |                |
| 2016 | My Entire High School Sinking Into the Sea | Sra. Brinson                |                |
| 2017 | Wilson                                     | Alta                        |                |
| 2017 | Table 19                                   | Freda Eckberg               |                |
| 2017 | Cars 3                                     | Louise Nash                 |                |
| 2017 | Downsizing                                 | Mulher no ônibus            |                |
| 2018 | Instant Family                             | Avó Sandy                   |                |
| 2019 | Blow the Man Down                          | Enid Nora Devlin            |                |
| 2019 | The Kitchen                                | Helen O'Carroll             |                |
| 2020 | Uncle Frank                                | Mammaw                      |                |
| 2020 | Lazy Susan                                 | Mary                        |                |
| 2022 | Family Squares                             | Diane                       |                |
| 2023 | Cocaine Bear                               | Liz                         |                |
| 2025 | The Twits                                  | Sra. Twit                   |                |

### Televisão
| Ano       | Título                            | Papel                             | Notas |
| --------- | --------------------------------- | --------------------------------- | --- |
| 1987      | Once Again                        | Debbie Lupino                     | Telefilme |
| 1988      | The Child Saver                   | Alma                              | Telefilme |
| 1989      | Lonesome Dove                     | Buffalo Heiffer                   | Episódio: "The Plains"                                                                                         |
| 1991      | Golden Years                      | Thelma                            | Episódio: "Third Time Lucky?"                                                                                  |
| 1994      | New York Undercover               | Enfermeira Warner                 | Episódio: "Tasha"                                                                                              |
| 1996      | Law & Order                       | Srta. Best                        | Episódio: "Atonement"                                                                                          |
| 1996      | Ruby Jean and Joe                 | Frankie                           | Telefilme |
| 1997      | ...First Do No Harm               | Marjean                           | Telefilme |
| 1999      | Homicide: Life on the Street      | Verna Henderson                   | Episódio: "The Same Coin"                                                                                      |
| 1999      | Earthly Possessions               | Libby                             | Telefilme |
| 1999      | Snoops                            | Hannah Larson                     | Episódio: "Pilot"                                                                                              |
| 2000      | One Life to Live                  | Sybilla                           | Episódio: "1.7167"                                                                                             |
| 2001      | A Girl Thing                      | May                               | Telefilme |
| 2001–2002 | 100 Centre Street                 | Michelle Grande                   | 14 episódios                                                                                                   |
| 2001      | What Girls Learn                  | Lainey                            | Telefilme |
| 2001      | Welcome to New York               | Rose                              | Episódio: "Dusting Diva"                                                                                       |
| 2002      | The Laramie Project               | Trish Steger                      | Telefilme |
| 2003      | Ed                                | Amanda Myers                      | Episódio: "Partners"                                                                                           |
| 2003      | An Unexpected Love                | Maggie                            | Telefilme |
| 2004      | Iron Jawed Angels                 | Harriot Blatch                    | Telefilme |
| 2004      | Plainsong                         | Sra. Beckman                      | Telefilme |
| 2005–2006 | Medium                            | Catherine                         | 3 episódios |
| 2005      | Silver Bells                      | Sra. Quinn                        | Telefilme |
| 2006–2008 | Dexter                            | Camilla                           | 5 episódios |
| 2006      | Law & Order: Special Victims Unit | Rita Gabler                       | Episódio: "Cage"                                                                                               |
| 2007–2008 | The Riches                        | Nina Burns                        | 20 episódios                                                                                                   |
| 2009      | Hung                              | Molly                             | Episódio: "The Pickle Jar"                                                                                     |
| 2009–2010 | Mercy                             | Enfermeira Klowden                | 11 episódios                                                                                                   |
| 2011      | Harry's Law                       | Gina Powell                       | Episódio: "Innocent Man"                                                                                       |
| 2011      | Justified                         | Mags Bennett                      | 10 episódios                                                                                                   |
| 2011      | Chaos                             | Doris Balshik                     | 2 episódios |
| 2011–2012 | A Gifted Man                      | Rita Perkins-Hall                 | 16 episódios                                                                                                   |
| 2012      | Counter Culture                   | Billie                            | Telefilme |
| 2012      | Suits                             | Nell Sawyer                       | Episódio: "Meet the New Boss"                                                                                  |
| 2012      | Person of Interest                | Barbara Russell                   | Episódio: "Bad Code"                                                                                           |
| 2013      | Smash                             | Miriam Abramson                   | Episódio: "The Fallout"                                                                                        |
| 2013–2018 | The Americans                     | Claudia                           | 34 episódios                                                                                                   |
| 2013      | New Girl                          | Bonnie                            | Episódio: "Chicago"                                                                                            |
| 2013      | Masters of Sex                    | Senhorita Horchow                 | Episódio: "Pilot"                                                                                              |
| 2013–2015 | The Millers                       | Carol Miller                      | 34 episódios                                                                                                   |
| 2014–2016 | BoJack Horseman                   | Personagem Atriz Margo Martindale | 8 episódios |
| 2015      | Mike & Molly                      | Rosemary Ritter                   | 2 episódios |
| 2015–2019 | Sneaky Pete                       | Audrey Bernhardt                  | 30 episódios                                                                                                   |
| 2015–2016 | The Good Wife                     | Ruth Eastman                      | 13 episódios                                                                                                   |
| 2016      | BrainDead                         | Dra. Joanne Alaimo                | Episódio: "Back to Work: A Behind-the-Scenes Look at Congress and How It Gets Things Done (and Often Doesn't)" |
| 2017      | The Guest Book                    | Alice                             | 3 episódios |
| 2017-2021 | DuckTales                         | Mamãe Metralha                    | 8 episódios |
| 2018-2021 | The Good Fight                    | Ruth Eastman                      | 4 episódios |
| 2019      | The Act                           | Mãe de Dee Dee                    | Episódio: "A Whole New World"                                                                                  |
| 2020      | Mrs. America                      | Bella Abzug                       | 9 episódios |
| 2020-2023 | Your Honor                        | Elizabeth                         | 9 episódios |
| 2021      | Infinity Train                    | Xerifa Lagarta / Juíza Morpho     | 4 episódios |
| 2021      | Impeachment: American Crime Story | Lucianne Goldberg                 | 10 episódios                                                                                                   |
| 2021      | Ada Twist, Scientist              | Tia-Avó Rose                      | Episódio: "Movie Night/The Banana Peel Problem"                                                                |
| 2022      | The Watcher                       | Maureen                           | 6 episódios |
| 2023      | Accused                           | Joanna Pierce                     | Episódio: "Laura's Story"                                                                                      |
| 2023      | Mrs. Davis                        | Madre Superiora                   | 3 episódios |
| 2024      | The Chicken Sisters               | Narradora                         | 8 episódios |
| 2024      | Doctor Odyssey                    | Ellen Parsons                     | Episódio: "I Always Cry at Weddings"                                                                           |
| 2024      | The Sticky                        | Ruth Clarke                       | 6 episódios |
| 2025      | Poker Face                        | Dra. Hamm                         | Episódio: "Sloppy Joseph"                                                                                      |
| 2026      | Prison Break                      | Jessica Strand                    | |

### Teatro
| Ano  | Título                       | Papel                   | Notas        |
| ---- | ---------------------------- | ----------------------- | ------------ |
| 1984 | The Miss Firecracker Contest | Tess Mahoney            | Off-Broadway |
| 1987 | Steel Magnolias              | Truvy                   | Off-Broadway |
| 1995 | The Sugar Bean Sisters       | Faye Clementine Nettles | Off-Broadway |
| 1997 | Always... Patsy Cline        | Louise                  | Off-Broadway |
| 2003 | Cat on a Hot Tin Roof        | Big Mama                | Broadway     |

## Prêmios e nomeações
| Ano  | Prêmio                                     | Categoria                                                      | Título                | Resultado |
| ---- | ------------------------------------------ | -------------------------------------------------------------- | --------------------- | --------- |
| 2004 | Outer Critics Circle Award                 | Melhor Atriz em uma Peça                                       | Cat on a Hot Tin Roof | Indicado  |
| 2004 | Drama Desk Award                           | Melhor Atriz em uma Peça                                       | Cat on a Hot Tin Roof | Indicado  |
| 2004 | Tony Award                                 | Melhor Atriz em uma Peça                                       | Cat on a Hot Tin Roof | Indicado  |
| 2011 | Critics' Choice Television Award           | Melhor Atriz Coadjuvante em Série Dramática                    | Justified             | Venceu    |
| 2011 | Online Film & Television Association Award | Melhor Atriz Coadjuvante em Série Dramática                    | Justified             | Indicado  |
| 2011 | Primetime Emmy Award                       | Melhor Atriz Coadjuvante em Série Dramática                    | Justified             | Venceu    |
| 2011 | Satellite Awards                           | Melhor Atriz Coadjuvante em uma Série, Minissérie ou Telefilme | Justified             | Indicado  |
| 2011 | Television Critics Association Award       | Melhor Ator ou Atriz em Série Dramática                        | Justified             | Indicado  |
| 2013 | Online Film & Television Association Award | Melhor Atriz Convidada em Série Dramática                      | The Americans         | Indicado  |
| 2013 | Primetime Emmy Award                       | Melhor Atriz Convidada em Série Dramática                      | The Americans         | Indicado  |
| 2014 | Satellite Awards                           | Melhor Atriz Coadjuvante em uma Série, Minissérie ou Telefilme | The Americans         | Indicado  |
| 2014 | Screen Actors Guild Award                  | Melhor Elenco num Filme                                        | August: Osage County  | Indicado  |
| 2014 | Primetime Emmy Award                       | Melhor Atriz em Série Dramática                                | The Americans         | Indicado  |
| 2015 | Gracie Awards                              | Melhor atriz                                                   | The Americans         | Venceu    |
| 2015 | Primetime Emmy Award                       | Melhor Atriz Convidada em Série Dramática                      | The Americans         | Venceu    |
| 2016 | Critics' Choice Television Award           | Melhor Ator Convidado em Série Dramática                       | The Good Wife         | Venceu    |
| 2016 | Primetime Emmy Award                       | Melhor Atriz Convidada em Série Dramática                      | The Americans         | Venceu    |